# Dürrschnabel
Dürrschnabel ist ein Familienname, der vorwiegend im badischen Bietigheim und in Altensteig vorkommt.
Folgende Schreibweisen sind in alten Pergamenten und Kirchenbüchern zu finden:
- Thürschnabel
- Dorsnabil
- Dürsnabil
- Dirschnabel
- Dürschnabel
- Durreschnabel

## Deutung
Der Name Dürrschnabel kommt eher selten vor und ist ein sogenannter Übername. Er setzt sich aus den zwei Teilen Dürr und Schnabel zusammen, die getrennt betrachtet werden müssen:
Der Wortstamm des Namensteils Dürr ist im Mittelhochdeutschen dürre zu finden, seine Bedeutung ist dürr, trocken, mager. Auf eine Person bezogen kann man von einer hageren Person ausgehen.
Der Wortstamm des Namensteils Schnabel ist im Mittelhochdeutschen snabel und im Mittelniederdeutschen als snavel zu finden, seine Bedeutung ist Schnabel.

### Gebrüder Grimm
Bei den Gebrüdern Grimm ist im Deutschen Wörterbuch folgendes zum Begriff Dürrschnabel nachzulesen:

„DÜRRSCHNABEL, m. bildlich für durst. hiezwischen vergeszt nit mir einen auf gleichs zuzutrinken: ich will euch bürgen setzen, insonderheit so euch der dürrschnabel reutet. saufts gar ausz, dann halbtrinken ist betlerisch FISCHART.“

## Wappen
Es existieren zwei Wappen mit dem Namen Dürrschnabel. Beide Wappen kommen aus Schlesien und stammen von einem ausgestorbenen schlesischen Adelsgeschlecht.

### Wappenbeschreibung
Von Siebmacher und Sinapius (nach dem Scharffenb. Wappenbuche) gebrachtes Geschlecht; nach Lucae im Fürstentum Neisse.

### Wappen I
In silber ein oberhalber roter Löwe, der einen gekrümmten blauen Hecht in seinem Rachen hält.
- Kleinod: Drei Straußenfedern; silbern, blau-rot
- Decken: blau-silbern und rot-silbern

### Wappen II
Schild von I.
- Kleinod: aufwärts gekrümmter blauer Hecht, den Kopf links gekehrt.
- Decken: rot-silbern und blau-silbern

## Namensträger
- Malte Dürrschnabel (* 1982), deutscher Jazzmusiker
- Willi Dürrschnabel (1945–2014), deutscher Fußballspieler

## Ortschaften, in denen der Name vorkommt

### Altensteig
Die Linie der Altensteiger Dürrschnabel lässt sich auf einen Wolfgang Dürrschnabel (* 1635, Glaser und Bürgermeister) zurückführen.

### Bietigheim
Die ersten Erwähnungen des Namens Dürrschnabels in alten Pergamenten stammen in Bietigheim aus dem Jahre 1533. Dort ist in alten Gültunterlagen der katholischen Pfarrei am 6. Dezember 1533 von einem Wendel Thürschnabel (Dürrschnabel) zu lesen. Alle heute in Bietigheim wohnenden Personen mit Namen Dürrschnabel sind Nachfahren von Balthasar Dürrschnabel, der um 1650 lebte.
In den Jahren 1626 fielen in den badischen Hexenprozessen die Bietigheimer Familie Dürschnabel mit den Eltern Wendel und Margaretha so wie deren Kinder Anstett, Jakob und Hans zum Opfer.

### Lichten
1342 wurde die Wüstung Radimirowitz an den Komtur von Lossen verkauft. Die Wüstung Radimirowitz bestand aus zwei Vorwerken. Eines der Vorwerke änderte mehrmals seinen Namen. Unter anderem hieß es Cappan, Klein Schwanewitz und 1439 nach seinem Besitzer Dürsnabil. Das zweite Vorwerk hieß Lichten-Koppen und später Lichten.

### Neuburgweier
In Neuburgweier tritt seit 1719 eine Familie Lorenz Dirschnabel auf.

### Neumarkt
1407 Rathmann Bernhard Dorsnabil und Schöffe Hentschil Dürrschnabel. 1529 Witwe Hedwig Dürrschnabel, Ehefrau des Wilbrich Dürrschnabel, schließt einen Vertrag über ein Haus.

### Radolfzell
1418 tritt in Radolfzell ein Hans Förster genannt Durreschnabel in Urkunden auf.